# Sant Martí Sarroca
Sant Martí Sarroca és una població i un municipi de la comarca de l'Alt Penedès, situat a la vall del riu de Foix al nord-oest de la capital comarcal. Drena també el terme la riera de Pontons, que desguassa al Foix prop de Rovellats.
Limita amb els municipis de Pacs del Penedès, Santa Margarida i els Monjos, Torrelles de Foix, Font-rubí, Vilobí del Penedès, Castellví de la Marca i Montmell
El municipi comprèn també els veïnats i caseries de la Rovira Roja, el Romaní, els Hostalets, la Serra de Baix, la Torre de Vernet, Rovellats, les Cantarelles, la Bleda, Brugueres i les Cantarelles.

## Geografia
- Llista de topònims de Sant Martí Sarroca (Orografia: muntanyes, serres, collades, indrets…; hidrografia: rius, fonts...; edificis: cases, masies, esglésies, etc.).

| Entitat de població      | Habitants (2024) |
| Sant Martí Sarroca       | 2.078            |
| la Bleda                 | 310              |
| els Hostalets            | 157              |
| la Rovira Roja           | 135              |
| la Roca                  | 104              |
| Cal Sisplau              | 89               |
| la Serra de Dalt         | 65               |
| Can Cruset de la Carrera | 57               |
| Can Lleó                 | 51               |
| la Serra de Baix         | 51               |
| la Fassina               | 48               |
| Cal Miret                | 44               |
| el Romaní                | 39               |
| la Torre                 | 37               |
| el Garrofer              | 35               |
| Brugueres                | 34               |
| les Cantarelles          | 16               |
| Can Sogues               | 13               |
| Can Rigol                | 13               |
| les Cabrunes             | 9                |
| Font: Idescat            |                  |

## Història
Els orígens de la població de Sant Martí Sarroca es troben al turó de la Roca, on va sorgir una població al voltant del castell de Sant Martí i l'església de Santa Maria, que formen el Conjunt monumental de la Roca. Tot i que el 1954 s'han descobert vestigis ibèrics a la Roca com un forn de ceràmica i restes d'habitació, la primera citació documental es troba al segle x quan el castell fou restaurat per Galí de Santmartí, que s'hi establí vers el 966.

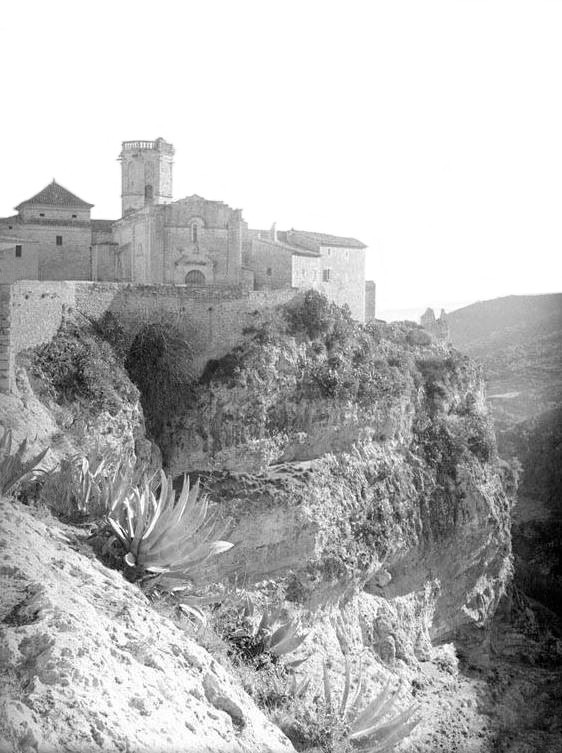
Vista parcial de Sant Martí Sarroca (imatge d'entre 1920 i 1930)

El castell, d'origen islàmic, data del segle x i probablement fou conquerit per Galí, un dels repobladors del Penedès i que entroncà amb el famós Mir Geribert d'Olèrdola. Arnau Mir de Santmartí havia fet construir la primera església del castell dedicada a Santa Maria abans del 1100. L'ampliació i la nova consagració del temple actual data de l'any 1204 quan el castell estava en mans de Ferrer de Santmartí. Que un cop extinta la successió dels Santmartí el castell passà per diverses mans.
Posteriorment al segle xiii el domini del castell passà als Entença i al segle xiv en tingueren la senyoria la reina Elionor i Martí l'Humà, i el 1381 l'adquirí Bernat de Fortià, que s'hi refugià amb la reina Sibil·la de Fortià en ocasió de la malaltia i la mort del rei Pere III el Cerimoniós (1386-87).
Passà als Cervelló, senyors de Montagut i de Querol (després de la Llacuna) i vers el 1481 passà a la pia almoina de la catedral de Barcelona, que hi tenia drets des del segle anterior i que en tingué el mer i mixt imperi. El 1831 apareix com a senyor el marquès de Dosaigües.
El castell fou arruïnat durant la Primera Guerra Carlina, quan fou incendiat, i el 1963, sent de propietat Municipal, fou començat a reconstruir sota la direcció del Servei de Conservació de Monuments de la Diputació de Barcelona.

### Fets de 1714

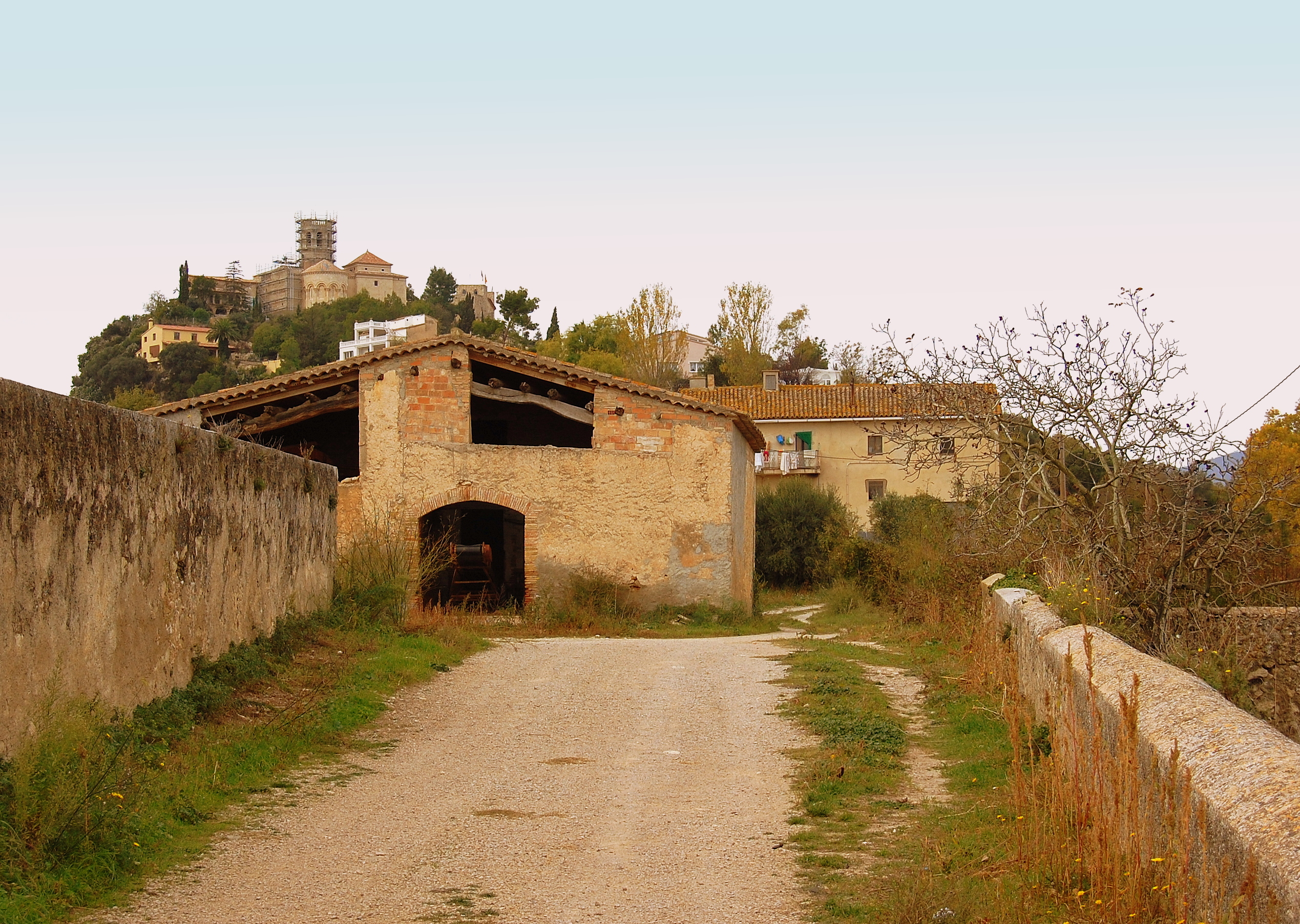
Antic camí, Barri la Fassina, Sant Martí Sarroca.

El 4 de gener de 1714, un contingent borbònic es va dirigir a Sant Martí Sarroca per cobrar les quinzenades, un impost decretat per Felip V que obligava les poblacions catalanes a pagar el manteniment del seu exèrcit. La columna filipista, d'uns cent cinquanta homes, en arribar a la vila es va veure sorpresa pels pagesos de Sant Martí Sarroca, que atacaren els soldats i els van obligar a fugir.
A partir d'aquesta acció, s'inicià una revolta contra l'exèrcit de Felip V, en què diverses poblacions catalanes es van aixecar en armes. El comandament borbònic va ordenar que els avalots fossin sufocats a sang i foc. Així, arreu de Catalunya, es van produir desenes d'execucions i es van incendiar diverses localitats.
Sant Martí Sarroca, juntament amb Cardona, va ser un dels últims enclavaments a caure sota domini filipista, el 18 de setembre de 1714, una setmana després que Barcelona.

## Territori i economia
El territori és accidentat pels darrers contraforts de la serra del Montmell (la Talaia, 484 m alt) i cobert en part per bosc de pins i algunes alzines (940 ha) i prats i pasturatges (321 ha). Predomina l'agricultura de secà, dedicada sobretot al conreu de la vinya (890 ha) i els cereals (602 ha), i també llegums, farratge, patates, cebes i alls, arbres fruiters; el regadiu ocupa 28 ha (hortalisses i farratge). La cria de bestiar (oví i porcí) i l'avicultura complementen les activitats agrícoles.
Entre les indústries derivades de l'agricultura destaquen la molineria, els trulls d'oli, destil·leries d'alcohol i l'elaboració de vins i cava; s'aprofiten algunes pedreres o sauloneres. Modernament, s'han establert algunes indústries (tèxtils, de materials per a la construcció, metal·lúrgiques) i ha pres importància la funció de lloc de residència i estiueig.

## Conjunt monumental de la Roca

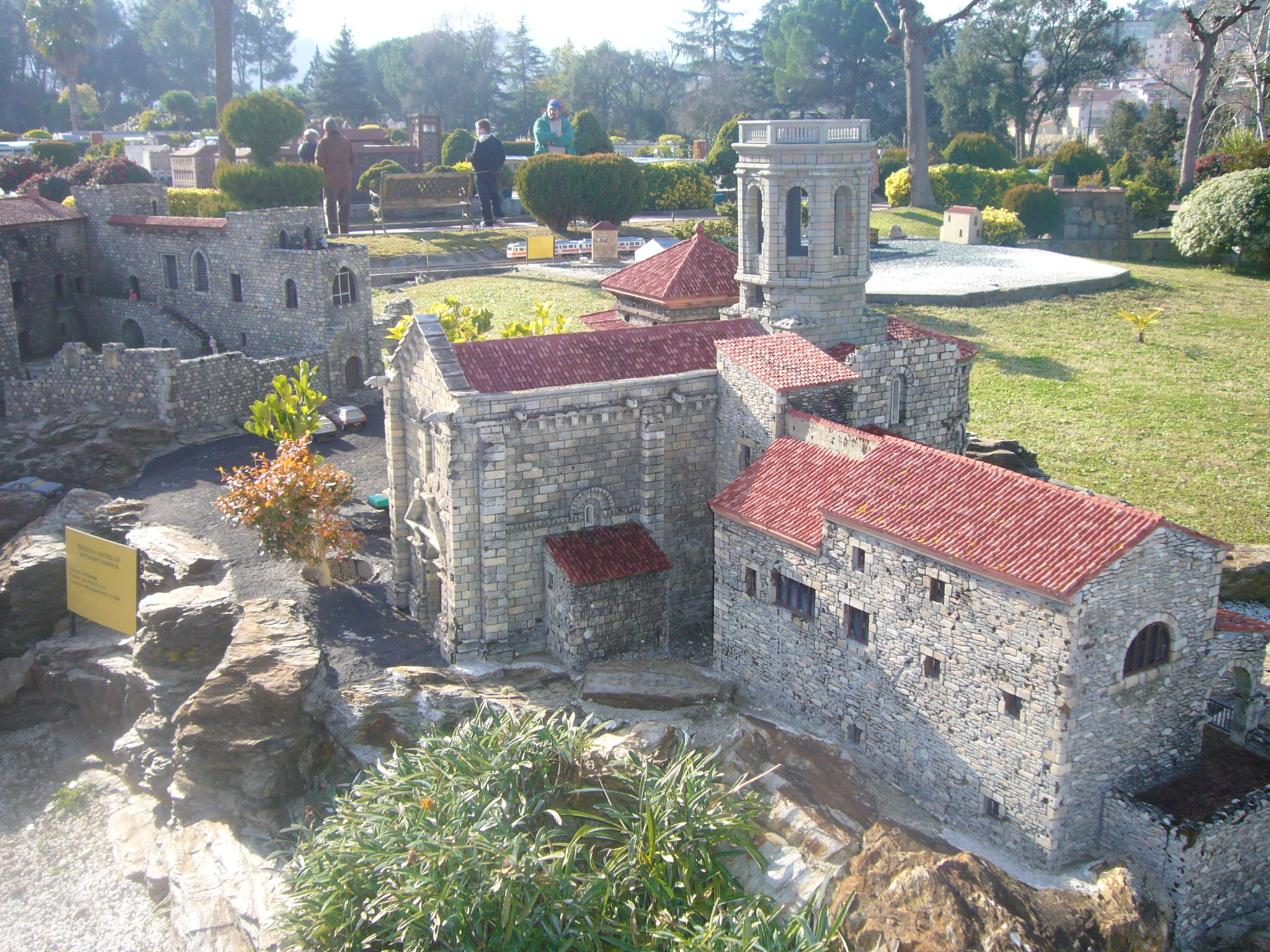
Maqueta del conjunt monumental de la Roca a Catalunya en Miniatura

El conjunt monumental, catalogat com monument històric artístic d'interès nacional, es troba al cim del turó de la Roca i està format pel castell de Sant Martí Sarroca i l'església de Santa Maria que daten del segle x i segle xii, respectivament.

## Festes i tradicions

### La rua de Carnestoltes
La rua de carnestoltes és una festivitat important a la població. A l'onzena edició, celebrada el 2010, hi van participar 23 carrosses i 8 comparses amb un total de 2.300 participants.
Els actes comencen a la 1 del migdia, amb el discurs inaugural del Rei Carnestoltes i la Reina del Carnestoltes. La rua engega a dos quarts de set del vespre, però a primera hora de la tarda el poble ja es comença a omplir de visitants. Fonts oficials calculen que cada any a Sant Martí Sarroca hi venen 7.000 persones a veure-la. La rua de Sant Martí no és competitiva, ja que totes les carrosses i comparses que compleixen els requisits del reglament obtenen automàticament una retribució.

### La Festa Major
Una altra festa rellevant d'aquesta localitat és la Festa Major, que se celebra el tercer diumenge de juliol (divendres, dissabte, diumenge i dilluns). Entre els actes d'aquesta destaquen les Cercaviles i els Concerts que hi ha cada nit amb una orquestra diferent, així com un gran espectacle de foc realitzat pels diables Aristois.

## Demografia
| 1497 f | 1515 f | 1553 f | 1717 | 1787 | 1857  | 1877  | 1887  | 1900  | 1910  |
| ------ | ------ | ------ | ---- | ---- | ----- | ----- | ----- | ----- | ----- |
| 80     | 84     | 72     | 473  | 943  | 1.761 | 1.906 | 2.039 | 1.940 | 2.078 |

| 1920  | 1930  | 1940  | 1950  | 1960  | 1970  | 1981  | 1990  | 1992  | 1994  |
| ----- | ----- | ----- | ----- | ----- | ----- | ----- | ----- | ----- | ----- |
| 2.345 | 2.588 | 2.682 | 2.607 | 2.294 | 2.348 | 2.315 | 2.428 | 2.422 | 2.422 |

| 1996  | 1998  | 2000  | 2002  | 2004  | 2006  | 2008  | 2010  | 2012  | 2014  |
| ----- | ----- | ----- | ----- | ----- | ----- | ----- | ----- | ----- | ----- |
| 2.486 | 2.457 | 2.478 | 2.531 | 2.650 | 2.849 | 3.077 | 3.161 | 3.200 | 3.130 |

| 2016  | 2018  | 2020  | 2022  | 2024  | 2026 | 2028 | 2030 | 2032 | 2034 |
| ----- | ----- | ----- | ----- | ----- | ---- | ---- | ---- | ---- | ---- |
| 3.099 | 3.231 | 3.261 | 3.313 | 3.391 | -    | -    | -    | -    | -    |

## Administració i política
| Període      | Nom de l'alcalde/-essa                                                 | Partit polític   | Data de possessió |
| ------------ | ---------------------------------------------------------------------- | ---------------- | ----------------- |
| 1979 - 1983  | Jaume Torres                                                           | Independientes   | 19/04/1979        |
| 1983 - 1987  | Pere Balada (1983-1984) Jaume Guasch (1984-1987)                       | CiU              | 28/05/1983        |
| 1987 - 1991  | Salvador Carbó Gili                                                    | CiU              | 30/06/1987        |
| 1991 - 1995  | Josep Santacana Romagosa                                               | CiU              | 15/06/1991        |
| 1995 - 1999  | Josep Santacana Romagosa                                               | CiU              | 17/06/1995        |
| 1999 - 2003  | Pere Tort Arnabat (1999-2000 / 2002-2003) Ramon Carbó Vert (2000-2002) | PSC CiU          | 03/07/1999        |
| 2003 - 2007  | Pere Tort Arnabat (2003-2004) Ramon Carbó Vert (2004-2007).            | PSC CiU          | 14/06/2003        |
| 2007 - 2011  | Ramon Carbó Vert                                                       | CiU              | 16/06/2007        |
| 2011 - 2015  | Ramon Carbó Vert                                                       | CiU              | 11/06/2011        |
| 2015 - 2019  | Antoni Ventura                                                         | CUP              | 13/06/2015        |
| 2019 - 2023  | Josep Olivella                                                         | JUNTS            | 15/06/2019        |
| Des del 2023 | Josep Maria Padullés                                                   | Foment Martinenc | 17/06/2023        |